# Dresdner Juwelendiebstahl
Beim Dresdner Juwelendiebstahl am 25. November 2019 wurden mehrere Kunstobjekte und 21 Schmuckstücke mit insgesamt 4300 Diamanten und einem Versicherungswert von mindestens 113,8 Millionen Euro aus dem Historischen Grünen Gewölbe des Residenzschlosses Dresden entwendet.

## Übersicht
Am frühen Montagmorgen des 25. November 2019 wurde in das Historische Grüne Gewölbe des Residenzschlosses Dresden eingebrochen. Die Ermittler gingen ursprünglich von mindestens sieben Personen aus, die am Einbruch beteiligt waren. Fünf Täter, alle aus der arabischstämmigen Remmo-Großfamilie aus Berlin, konnten überführt werden und sind inzwischen verurteilt. Bei einem sechsten reichten die Beweise nicht aus, er wurde freigesprochen. Innerhalb weniger Minuten stahlen sie aus einer Vitrine im Juwelenzimmer elf komplette und etwa ein Dutzend Teile kostbarer Schmuckstücke mit Diamanten und Brillanten. Die Polizeidirektion Dresden rief eine Sonderkommission mit dem Namen „Epaulette“ ins Leben. Für Hinweise, die zur Aufklärung der Straftat und zur Ermittlung oder Ergreifung der Täter oder zum Auffinden des Diebesgutes führen, setzte die Polizei im Einvernehmen mit der Staatsanwaltschaft Dresden eine Belohnung in Höhe von 500.000 Euro aus.

Ansichten vom Tatort
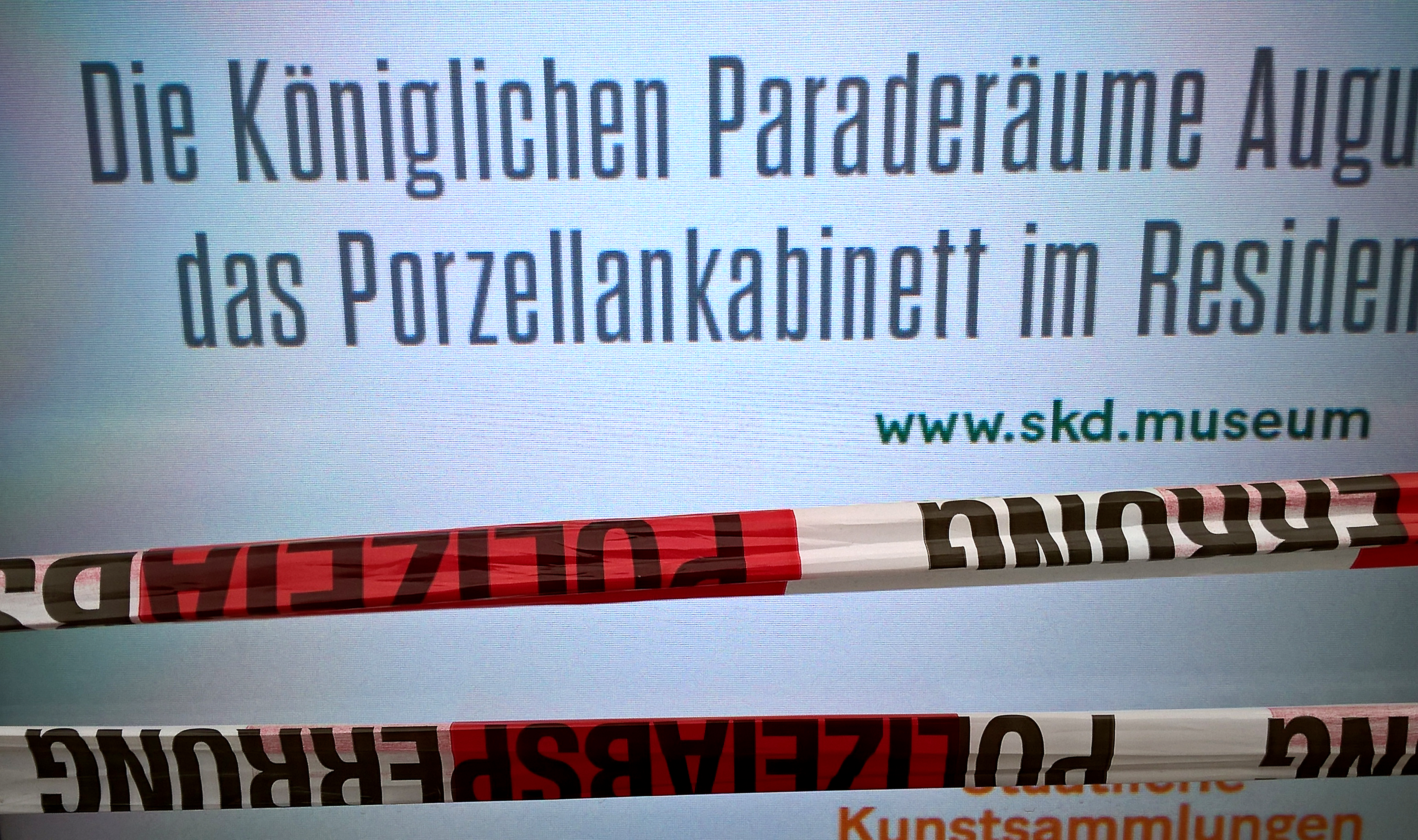
Polizeiabsperrung – und Museumsanzeige
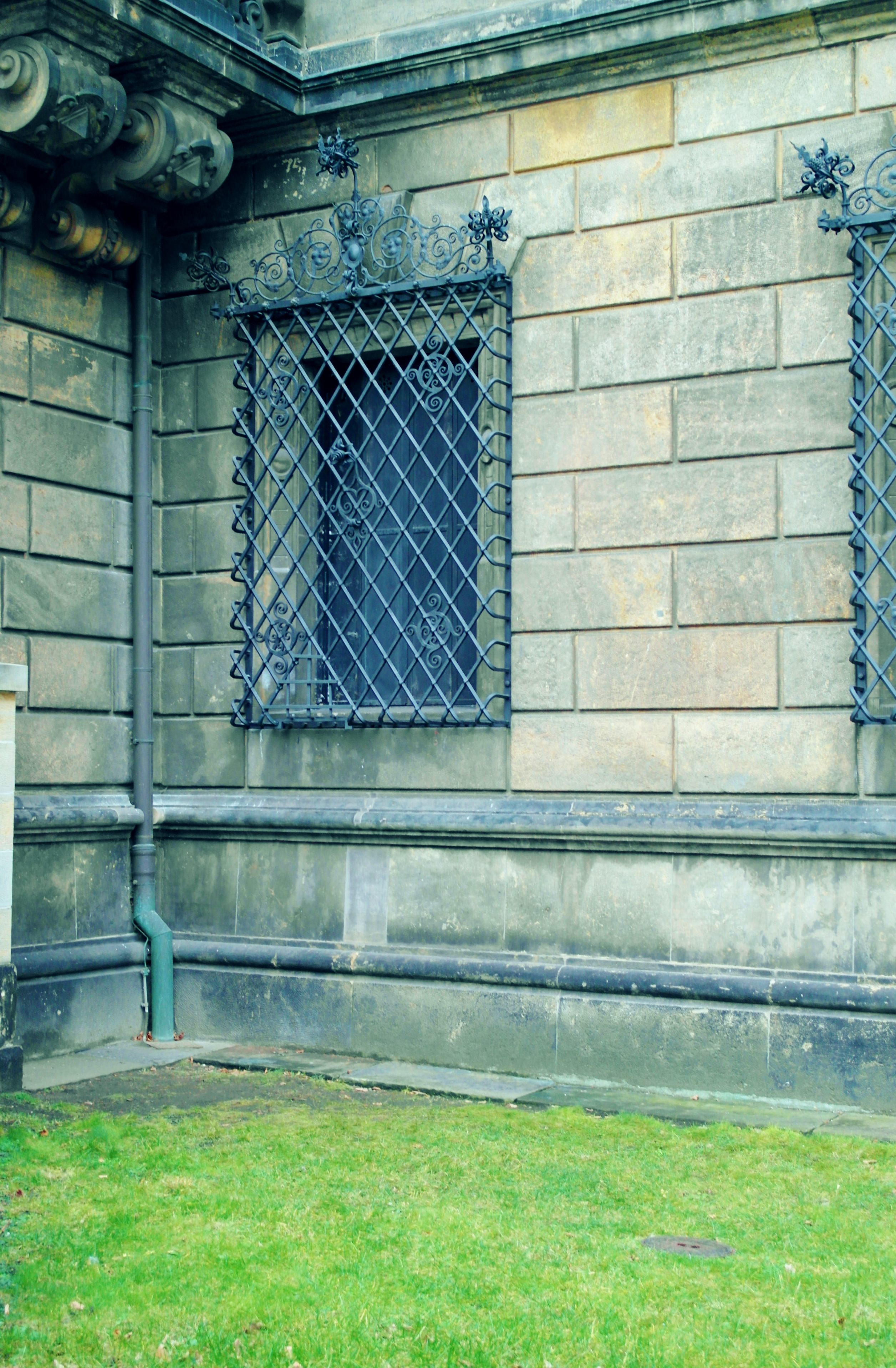
Das Einstiegsfenster
Polizeiabsperrung – mit Sperrband der Polizei
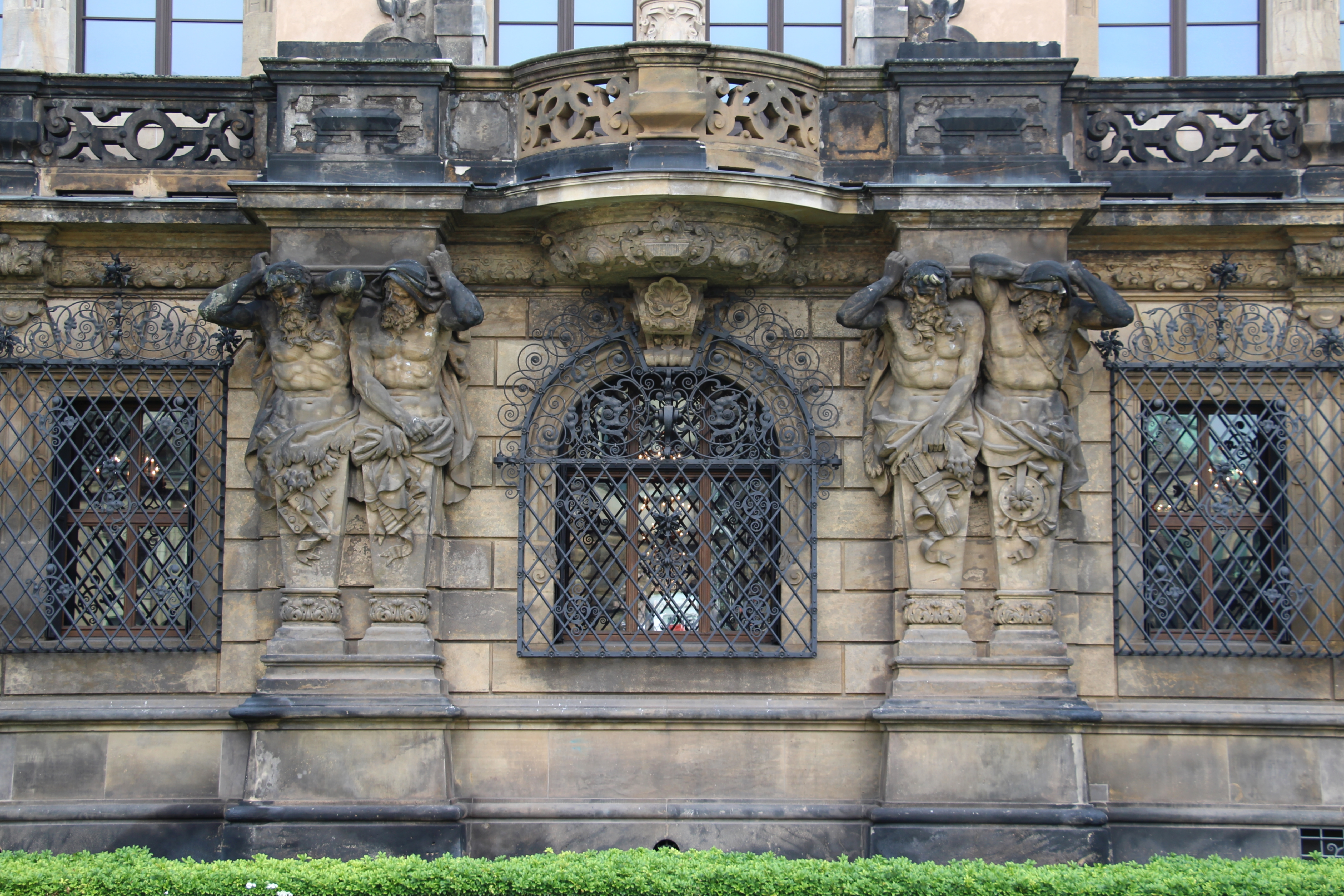
Drei der vergitterten Fenster des Grünen Gewölbes im Erdgeschoss
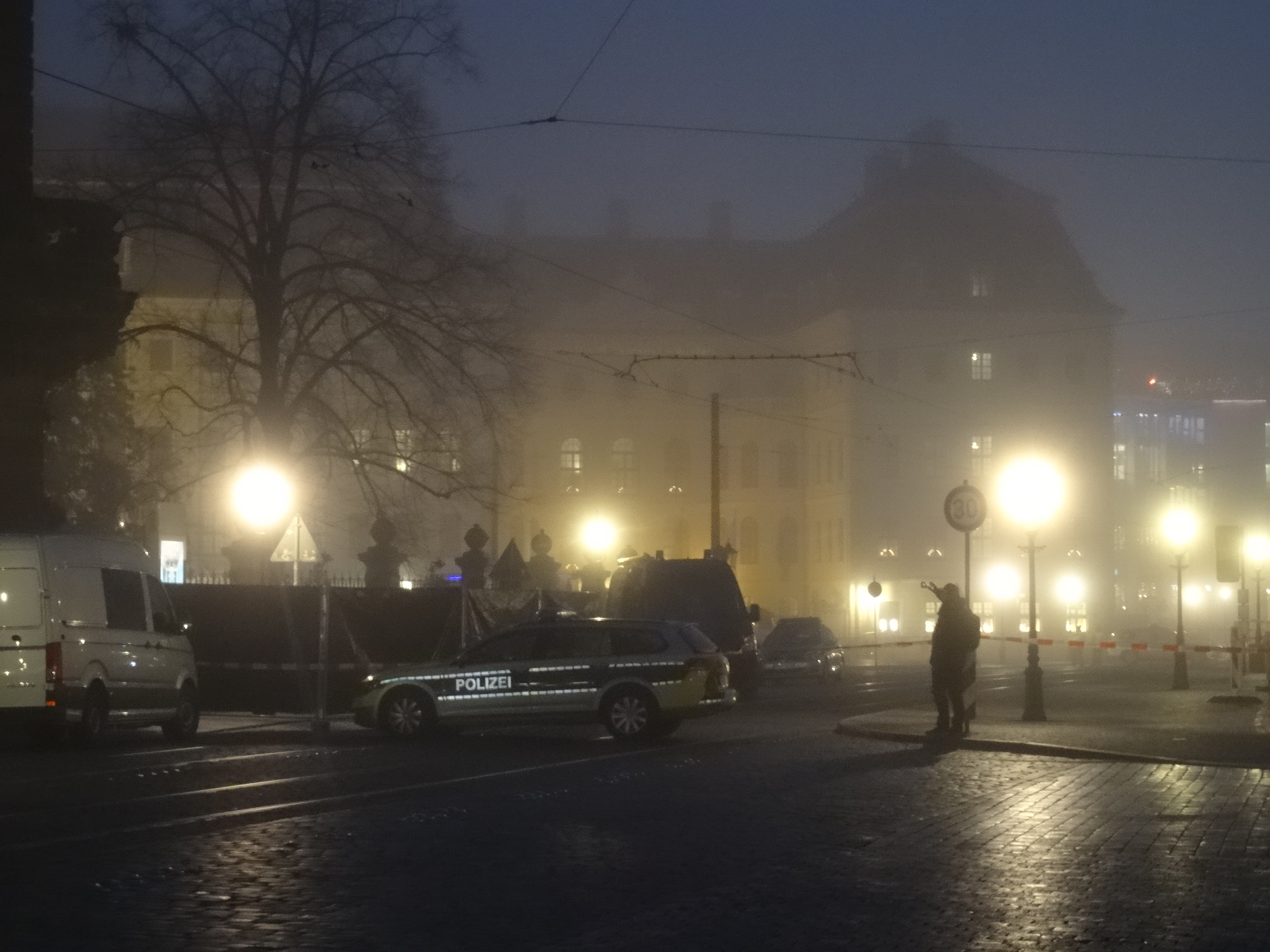
Abgesperrter Tatort am Abend des Tattages
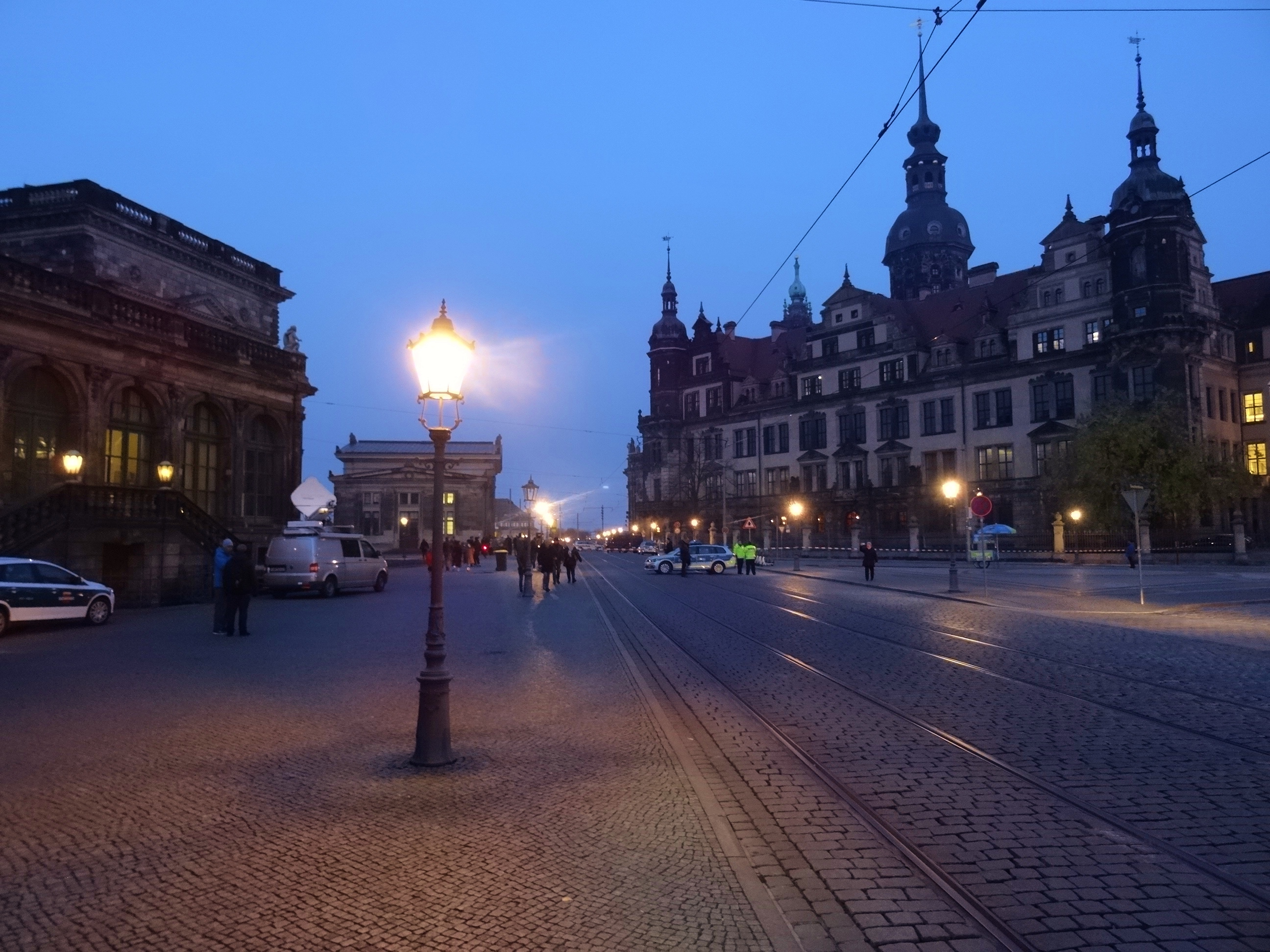
Abgesperrter Tatort am Abend des Tattages

## Entwendete Schmuckstücke
Elf Objekte, Teile zweier weiterer Stücke und mehrere diamantbesetzte Rockknöpfe wurden entwendet.
| Vom Schmuck der Königinnen | Aus der Diamantrosengarnitur | Aus der Brillantgarnitur |
| --- | --- | --- |
| - eine diamantbesetzte Aigrette für das Haar in Sonnenform (zurückgekehrt) - Teile eines Brillantkolliers der Königin Amalie Auguste - eine große Brustschleife - Teilstück eines Muffhakens (zurückgekehrt) | - Teilstück einer Epaulette (zurückgekehrt) - eine Hutagraffe (zurückgekehrt) - ein historischer Degen (Diamantenbesetzter Griff zurückgekehrt) - ein Kleinod des Polnischen Weißen Adler-Ordens (zurückgekehrt) - zwei gewölbte Schuhschnallen (zurückgekehrt) - eine große Diamantrose - mehrere diamantbesetzte Rockknöpfe (bis auf 2 zurückgekehrt) | - ein Bruststern des Polnischen Weißen Adler-Ordens (zurückgekehrt) - ein Hutschmuck (sogenannter Reiherstutz) (zurückgekehrt) - eine Epaulette mit dem sogenannten „Sächsischen Weißen“ |

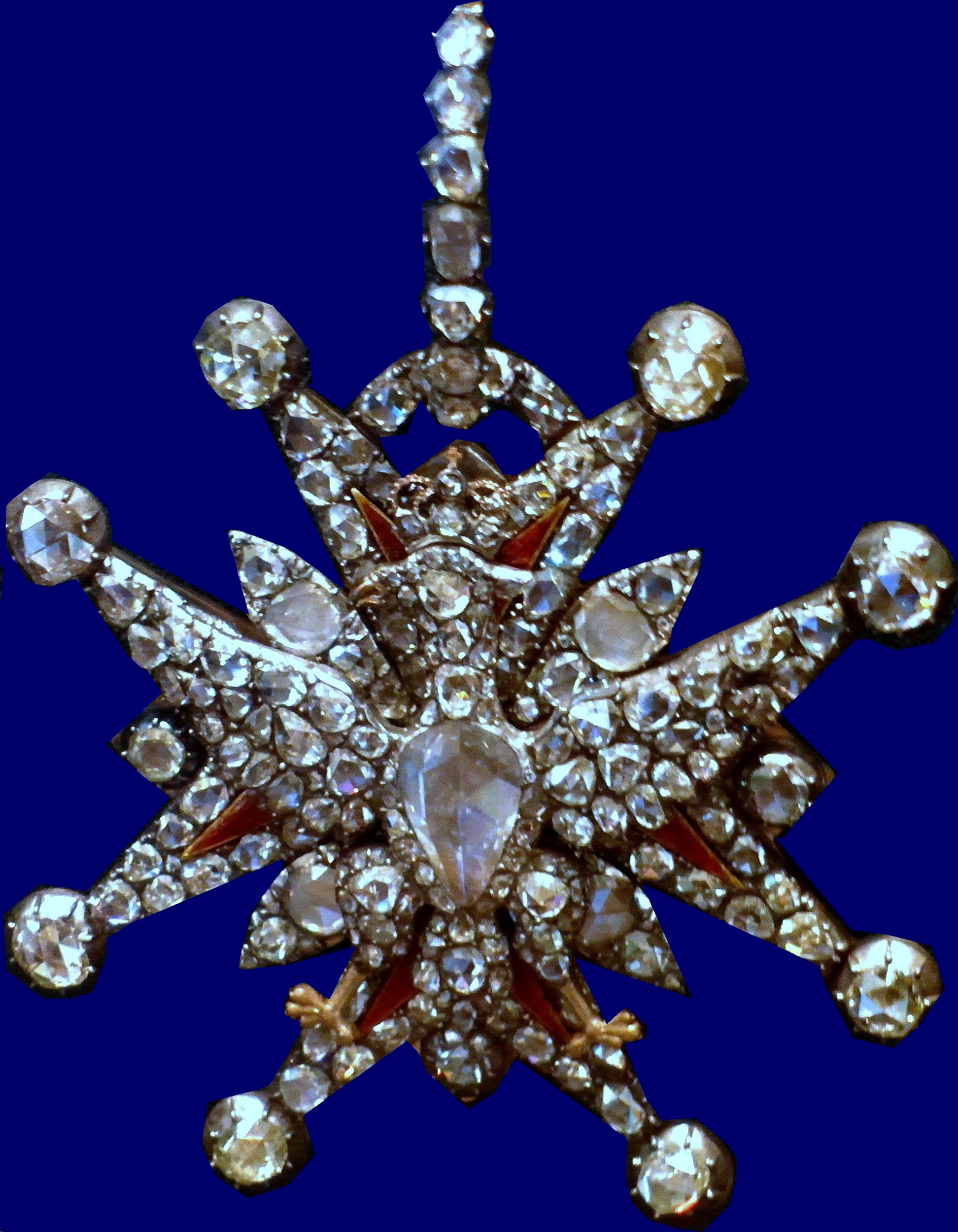
Ordenskreuz des Polnischen Weißen Adler-Ordens
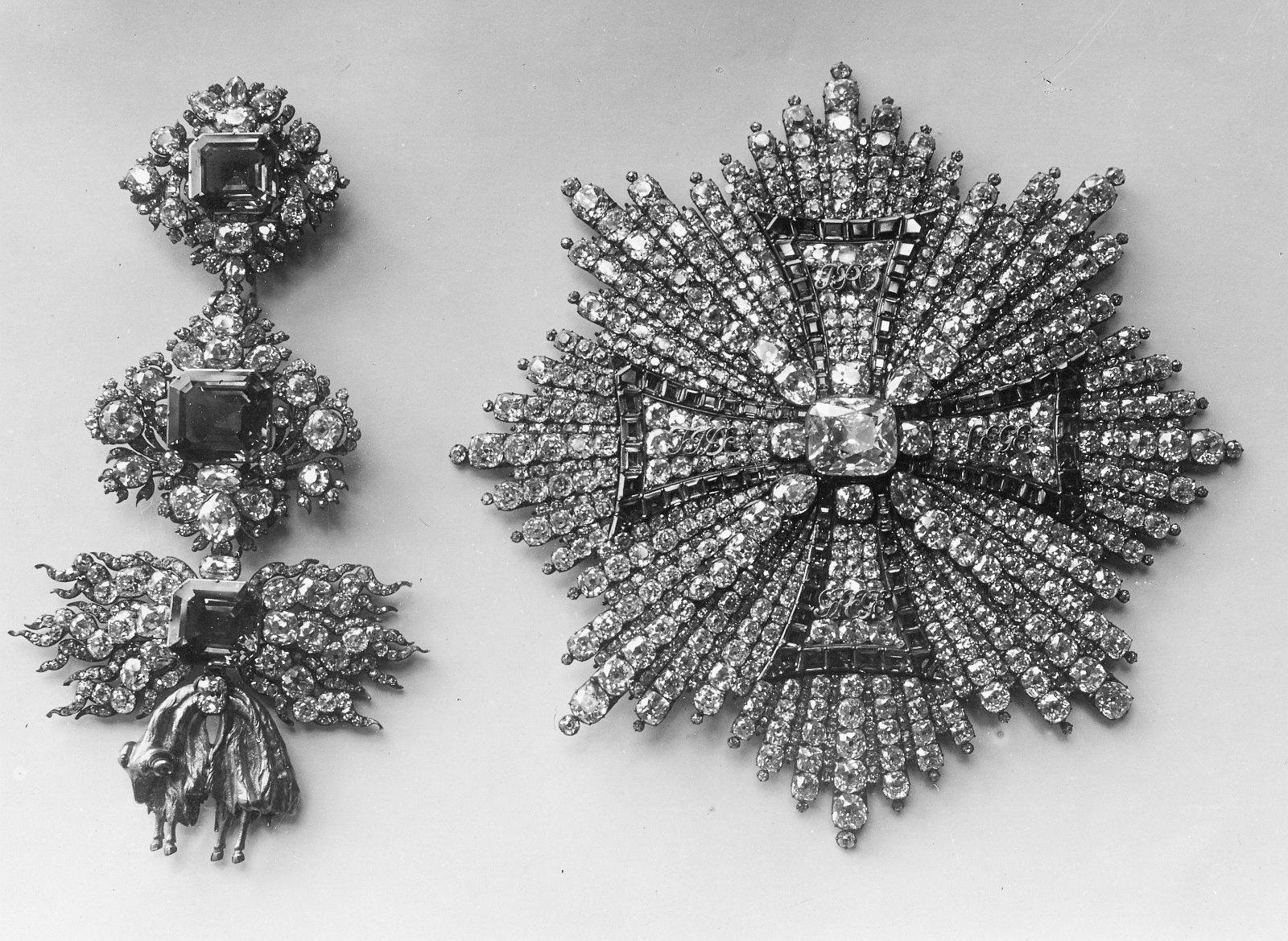
Bruststern des Polnischen Weißen Adler-Ordens (rechts)
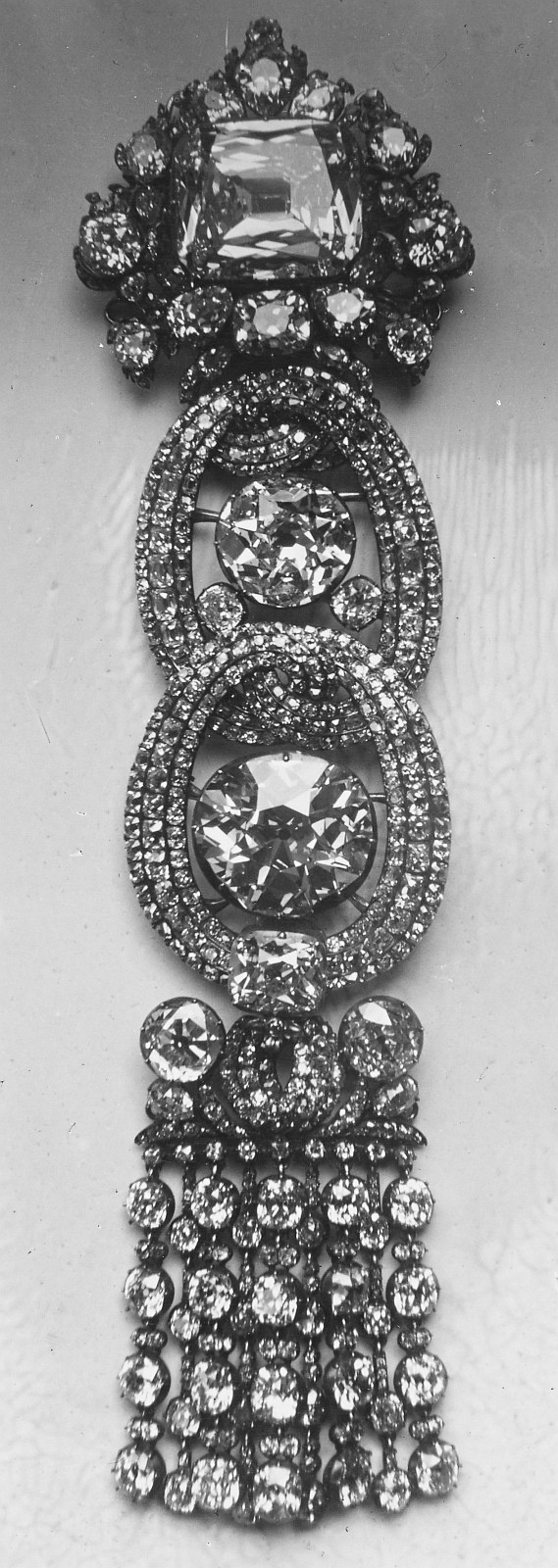
Epaulette mit dem „Sächsischen Weißen“

## Ermittelter Tathergang

Grundriss des Historischen Grünen Gewölbes: Pretiosensaal (6), Wappenzimmer (7), Juwelenzimmer (8)

Kurz vor 5 Uhr war ein Stromkasten in den Katakomben des Dresdner Pegelhauses unter der Augustusbrücke durch einen mit Benzin und Diesel gefüllten brennenden Kochtopf vorsätzlich in Brand gesteckt worden, wodurch Laternen um den Theaterplatz ausfielen.
Acht Streben eines schmiedeeisernen Fenstergitters am Historischen Grünen Gewölbe wurden durchtrennt. Nach Ansicht der Ermittler geschah dies bereits Tage vor dem Einbruch. Das herausgeschnittene Dreieck setzten die Täter zunächst mit Klebematerial wieder ein. So präpariert, konnten die Täter laut den Ermittlern in der Einbruchsnacht schneller in das Museum eindringen. Beim Einbruch drückten die Täter ein aus Sicherheitsglas bestehendes Eckfenster des Schatzgewölbes aus der Verankerung. Zwei der Täter stiegen über eine Leiter in den Pretiosensaal ein. Von dort gingen sie mit Taschenlampen als Lichtquelle zielgerichtet durch das Wappenzimmer zum Juwelenzimmer und hackten eine Vitrine mit einer Axt auf, wie sich später auf Bildern der Überwachungskameras zeigte. Daraus stahlen sie Teile von drei Garnituren aus dem 18. Jahrhundert; betroffen sind die Diamantrosengarnitur, die Brillantgarnitur sowie der Schmuck der Königinnen. Anschließend versprühten sie Feuerlöschpulver, um Spuren zu beseitigen. Die Schadenshöhe war schwer bezifferbar, da Objekte dieser Qualität kaum im Kunsthandel angeboten werden, der ideelle Schaden ist aber aufgrund der Einzigartigkeit der Stücke immens. Der Versicherungswert der gestohlenen Güter beträgt mindestens 113,8 Millionen Euro.
Der Staatsanwaltschaft Dresden zufolge führten die Beschuldigten einen geladenen Revolver und eine halbautomatische Pistole mit Schalldämpfer und Patronenmunition im Kaliber 7,65 mm Browning mit sich.
Zwei Sicherheitsleute beobachteten die Tat auf Bildschirmen, durften aber aus Sicherheitsgründen nicht persönlich einschreiten. Trotz Vorschrift schalteten sie das Licht in den Räumen des Grünen Gewölbes nicht ein. Sie drückten auch nicht den Alarmknopf, sondern riefen per Telefon-Notrufnummer die Polizei. Das führte zu einer Zeitverzögerung bei der Verfolgung der Einbrecher. Die Fahndung erstreckte sich über das Dresdner Stadtgebiet hinaus. Auch die Polizei in Görlitz und Chemnitz und in den benachbarten Bundesländern wurde eingeschaltet.
Bereits vor dem Einbruch waren die Täter in einem Audi A6 Avant mindestens viermal nachts in Dresden gewesen. Sechs Tage vor dem Einbruch fiel der Wagen einer Zivilstreife auf, weil er trotz grüner Ampel mitten auf der Straße wartete; die Insassen entzogen sich einer Kontrolle durch Flucht. Nach diesem Vorfall wurde die Farbe des Fahrzeugs von Blau auf einen helleren Farbton geändert.
Bei ihren nächtlichen Aufenthalten in Dresden kletterten die Täter zum Ausspähen des Objekts über die Mauer der Residenz und wieder zurück, was schemenhaft durch Überwachungskameras festgehalten wurde.
Noch am Morgen des Einbruchs wurde der ausgebrannte Fluchtwagen, der 2017 abgemeldete Audi, in einer Tiefgarage an der Kötzschenbroder Straße im Dresdner Stadtteil Mickten (Stadtbezirk Pieschen) entdeckt. In den Überresten des Autos fanden Ermittler später das herausgesägte Fenstergitter und die Schusswaffen. Von dem Brand in der Tiefgarage wurden drei weitere Autos erfasst und insgesamt 61 Pkw beschädigt. Der Sachschaden umfasste 421.000 Euro am Gebäude und 171.000 Euro an den Fahrzeugen. Von Überwachungskameras wurde der Audi zusammen mit einem zweiten Fahrzeug, einem Mercedes, aufgenommen. Dieser wurde von der Polizei in Berlin mit offenem Fenster und falschen Kennzeichen aufgefunden und ohne Wissen von seiner Rolle in Dresden auf ein Sicherstellungsgelände verbracht. Einen Monat nach dem Einbruch wurde der Mercedes dort angezündet, brannte aber nicht vollständig aus. Eine zur Tarnung aufgebrachte Taxi-Folierung wurde festgestellt sowie Splitter vom Vitrinenglas aus dem Grünen Gewölbe und die DNA von drei der Angeklagten gefunden.

## Ermittlungen, Anklage, Prozess und Verurteilung
Gleich nach dem Diebstahl wurden Ermittlungen gegen vier Wachschutzbedienstete geführt; einer wurde vorläufig festgenommen. Ihm wurde vorgeworfen, die Täter unterstützt zu haben, indem er ihnen „Unterlagen zu den Räumlichkeiten des Grünen Gewölbes und zu den Sicherheitssystemen“ übergeben habe. Er wurde wieder auf freien Fuß gesetzt, nachdem bei einer Wohnungsdurchsuchung keine verdächtigen Hinweise gefunden worden waren. Gegen diesen Wachschutzmitarbeiter und einen weiteren wird auch wegen Handlungen in Bezug auf die Alarmanlage ermittelt. Zwei anderen Mitarbeitern des Wachschutzes, die am Morgen des Einbruchs Dienst hatten, wird vorgeworfen, den Diebstahl nicht verhindert zu haben.
Im März 2020 veröffentlichten die Ermittler erstmals ein Phantombild eines Verdächtigen. Es zeigt einen 25-jährigen Mann, der den Fluchtwagen in Magdeburg abgeholt haben soll.
Anfang September 2020 durchsuchten sächsische und Berliner Behörden ein Internetcafé in Berlin-Neukölln und eine Privatwohnung. Der Verdacht richtete sich gegen einen selbst nicht tatverdächtigen Mann, der auf fiktive Namen registrierte SIM-Karten verkauft haben soll, die von den Tätern im Rahmen des Juwelendiebstahls verwendet worden waren. Mehrere Beweismittel wurden sichergestellt. Gesichert wurden bei der Ermittlungsarbeit am Dresdner Residenzschloss DNA-Spuren, die sich vier Mitgliedern des Remmo-Clans zuordnen ließen.
Am 17. November 2020 wurden bei einer Razzia unter der Leitung der Soko „Epaulette“ rund 20 Objekte von 1638 Polizeibeamten durchsucht, darunter Wohnungen, Läden und Garagen in Neukölln, Schöneberg, Kreuzberg, Treptow, Reinickendorf und Charlottenburg. Die Berliner Polizei nahm drei Tatverdächtige aus dem Remmo-Clan fest, denen schwerer Bandendiebstahl und Brandstiftung vorgeworfen wird. Außerdem wurde ein Zwillingsbrüderpaar des Clans zur Fahndung ausgeschrieben. Im Dezember 2020 bzw. Mai 2021 wurden die Zwillingsbrüder in Berlin gefasst.
Am 11. März 2021 veröffentlichten die Polizei und die Staatsanwaltschaft Dresden Aufnahmen vom Vortag der Tat, auf denen mutmaßliche Helfer der Täter zu sehen sein sollen. Die Personen stehen im Verdacht, den späteren Tatort ausgespäht zu haben. Es steht der Vorwurf der Beihilfe zum schweren Bandendiebstahl im Raum.
Am 19. August 2021 wurde mit Ahmed Remmo der sechste Tatverdächtige im Zusammenhang mit Ermittlungen zu dem Dresdner Juwelendiebstahl festgenommen. Ahmed Remmo war bereits im Jahr 2020 wegen des Einbruchsdiebstahls im Bode-Museum zu einer vierjährigen Haftstrafe verurteilt worden. Er ging in Revision und blieb damit auf freiem Fuß. Der Bundesgerichtshof wies die Revision im Juli 2021 ab. Mit seiner Festnahme in Berlin begann auch seine mehrjährige Haftstrafe.
Im September 2021 erhob die Staatsanwaltschaft Dresden Anklage gegen die sechs Tatverdächtigen des Remmo-Clans. Die Behörde wirft den Angeklagten, die alle die deutsche Staatsbürgerschaft besitzen, schweren Bandendiebstahl, Brandstiftung und besonders schwere Brandstiftung vor. Der Prozess, der vor dem Landgericht Dresden stattfindet, begann am 28. Januar 2022 mit einer einstündigen Verzögerung. Die Anwälte der sechs Angeklagten monierten, dass ein Vertreter des überraschend als Nebenkläger auftretenden Landes Sachsen bereits vor Sitzungsbeginn anwesend war, bevor über seine Zulassung entschieden worden sei. Bis Ende Oktober 2022 waren zunächst 49 Verhandlungstage anberaumt. Die Anwältin von Mohamed (Ines Kilian) erklärte, ihr Mandant könne wegen seiner Körperfülle nicht ins Schlossfenster eingestiegen sein. Drei Mitarbeiter eines Sicherheitsdienstes sagten am 11. Februar 2022 aus, dass sie vor der Tat zwei Männer in der Nähe des Residenzschlosses gesehen hätten, ab ca. 4:45 Uhr mit der Übergabe beim Schichtwechsel befasst gewesen seien und schließlich auf den nun unbeleuchteten Straßen nur noch die Flucht der Täter mit einem Pkw hätten sehen können.
Am 10. Mai 2022 nahm die sächsische Polizei einen „siebten dringend Tatverdächtigen“ (Jihad Remmo) fest. Die Festnahme geschah am Landgericht Dresden am Rande einer Hauptverhandlung, der Jihad Remmo als Besucher beiwohnen wollte. Anfang Juni wurde die Untersuchungshaft gegen Jihad Remmo aufgehoben, weil laut Gericht kein dringender Tatverdacht und keine Flucht- und Verdunkelungsgefahr bestand.
Im Dezember 2022 übergaben Mitglieder des Remmo-Clans den Großteil des aus dem Grünen Gewölbe gestohlenen Sachsenschatzes über ihre Anwälte an die Polizei Sachsen. Der Übergabe waren umfassende Verhandlungen mit den Anwälten der Angeklagten vorausgegangen. Im Januar 2023 erklärten sich die Angeklagten Rabieh Remmo sowie Wissam und Bashir Remmo bereit, ein umfassendes und überprüfbares Geständnis abzulegen. Im Gegenzug boten die Richter den genannten Angeklagten eine auf fünf bis sechs ¾ Jahre begrenzte Freiheitsstrafe an. Ihre Geständnisse sowie Erklärungen zum Tathergang gaben sie noch im selben Monat ab. Die Staatsanwaltschaft forderte im März 2023 für fünf Angeklagte zwischen viereinhalb und knapp sieben Jahren Freiheitsstrafe. Für einen weiteren Angeklagten forderte der Staatsanwalt Freispruch.
Im Mai 2023 wurden fünf Remmo-Clan-Mitglieder wegen des Dresdner Juwelendiebstahls (Diebstahls mit Waffen, besonders schwerer Brandstiftung und schwerer Körperverletzung) schuldig gesprochen und zu Freiheitsstrafen zwischen vier Jahren und vier Monaten sowie sechs Jahren und drei Monaten verurteilt, die Zwillingsbrüder nach dem Jugendstrafrecht. Einer der beiden gab an, Ideengeber gewesen zu sein, nachdem ihm ein Bekannter von einem Klassenausflug ins Grüne Gewölbe ein Foto des Grünen Diamanten geschickt hatte. Zwei Jahre danach sei die Tat erfolgt. Das Urteil ist durch Verwerfung der Revision der Angeklagten durch Beschluss des Bundesgerichtshofs vom 9. April 2024 rechtskräftig.
Der Freistaat musste rund 3,8 Millionen Euro Prozesskosten für 12 Pflichtverteidiger der sechs Angeklagten bezahlen, miteingeschlossen rund 240.100 Euro für deren Verteidigung in einem zivilen Schadenersatzprozess. Schadenersatzforderungen stellte der Freistaat Sachsen auch gegen die Sicherheitsfirma der SKD.
Zwei der Verurteilten traten ihren im August 2024 vorgesehenen Haftantritt im offenen Vollzug nicht an.

## Verbleib und Zustand
Im Fall des Big-Maple-Leaf-Diebstahls im Berliner Bode-Museum wurde das Goldstück laut den Ermittlern zerstückelt und einzeln verkauft. Die mit der Zerstörung der 100-Kilogramm-Goldmünze erfolgte Beweisvernichtung gab Anlass zur Vermutung, dass auch die Broschen und Schmuckstücke zerlegt, zerstückelt und als einzelne Diamanten verkauft worden sein können: „Wenn Objekte zerlegt werden, können sie in den Wirtschaftskreislauf geraten. Dadurch würden die Spuren der Täter verwischt.“ Der Landesvorsitzende des Bundes Deutscher Kriminalbeamter Peter Guld glaubte, dass die Diebe bestimmte illegale Absatzmärkte und Infrastrukturen zur Bearbeitung der Juwelen haben: „Ich befürchte, dass hier nur der Materialwert von Bedeutung war und die Objekte, wenn überhaupt, in Einzelteilen wieder auftauchen.“ Willi Korte, ein Kunstmarktdetektiv, ging davon aus, dass das „kein Kunst-, sondern ein Juwelendiebstahl“ war und dass die „Schätze unwiederbringlich verloren“ seien. Befürchtet wurde, dass die Diamanten herausgebrochen und z. B. in Indien oder China umgeschliffen würden, wo die besten Kunden säßen. Sie seien zu bekannt, um sie mit den für das 18. Jahrhundert typischen Schliffen verkaufen zu können.
Der im Dezember 2022 zurückgegebene Teil des Sachsenschatzes umfasste insgesamt 31 Einzelstücke, darunter der Hutschmuck Reiherstutz und der Bruststern des polnischen Weißen Adlerordens aus der Brillantgarnitur. Teile des Schatzes befanden sich jedoch in deformiertem, zerkratztem, zerbrochenem, rostigem und unvollständigem Zustand. Den Gesamtschaden bezifferte eine Sachverständige auf grob geschätzt etwa 22 bis 25 Millionen Euro. Es fehlen weiterhin unter anderem die bei dem Diebstahl beschädigte Epaulette mit dem „Sächsischen Weißen“, die Große Brustschleife der Königin Amalie Auguste sowie die Klinge des historischen Degens.

## Konsequenzen

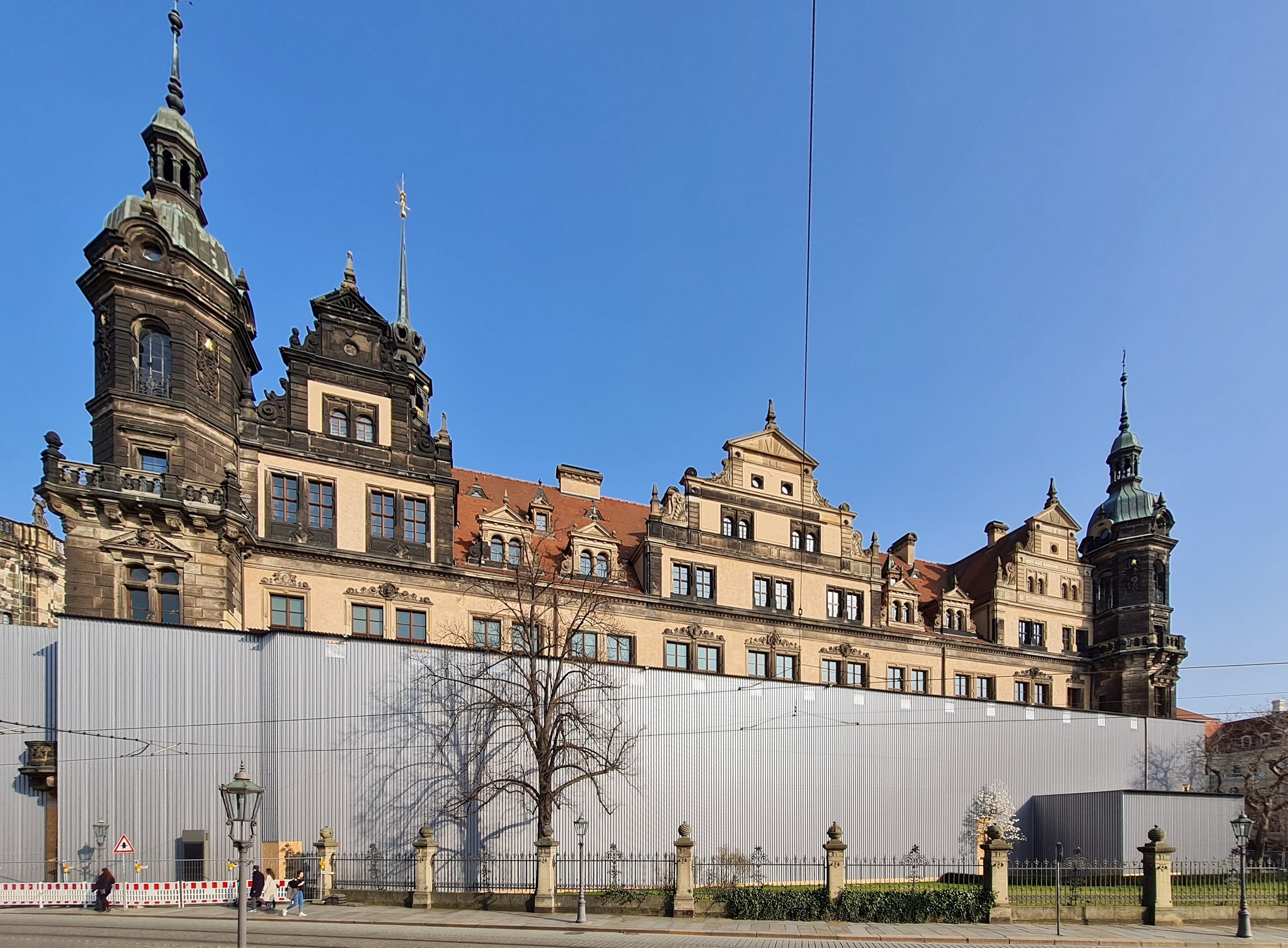
Blechwand während des Umbaus

Ab Oktober 2021 wurden Arbeiten an der Fassade des Westflügels des Dresdner Schlosses vorgenommen. Laut Staatsbetrieb Sächsisches Immobilien- und Baumanagement (SIB) waren die baulichen Maßnahmen „Teil der regelmäßig zu aktualisierenden Sicherheitskonzeption, die seit dem Einbruch in das Historische Grüne Gewölbe nochmals angepasst wurde“.

## Reportagen
- Der Juwelen-Coup – Einbruch in die Dresdner Schatzkammer. Exakt – Die Story. Reportage, 30:07 Min. Ein Film von Adina Rieckmann, Heike Römer-Menschel, Ina Klempnow. MDR Fernsehen. Deutsche Erstausstrahlung: 18. Dezember 2019 (Online bei YouTube).[77]
- Die Remmos und der Juwelenraub. Reportage, 17:07 Min. Ein Film von Claas Meyer-Heuer. Spiegel TV. Deutsche Erstausstrahlung: 24. November 2020 (Online bei YouTube).[78]
- Clans auf Beutezug: Einbruch ins „Grüne Gewölbe“. Reportage, 8:25 Min. Spiegel TV. Deutsche Erstausstrahlung: 20. Oktober 2021 (Online bei YouTube).
- Jahrhundertdiebstahl in Dresden. Reportage, 44:54 Min. Ein Film von Adina Rieckmann, Heike Römer-Menschel, Ina Klempnow. MDR Dok. Deutsche Erstausstrahlung: 27. Januar 2022 9:00 Uhr (Online in der ARD Mediathek, bei MDR)
- Thomas Heise und Claas Meyer-Heuer: Die Remmos und das Grüne Gewölbe. Der Jahrhundertcoup. SPIEGEL TV rekonstruiert den größten Einbruch in der Geschichte der Bundesrepublik. 18. Oktober 2023
- Der größte Museumsraub Deutschlands. Podcast-Folge, 44 Min. UNFASSBAR - Ein Simplicissimus Podcast (Online bei Podcast.de)